# 페타르 2세
페타르 2세(세르보크로아트어: Petar II / Петар II, 1923년 9월 6일 ~ 1970년 11월 3일)는 유고슬라비아 왕국의 마지막 왕이자, 카라조르제비치 가의 마지막 실질적 수장으로 19세기 초부터 세르비아 및 주변 지역을 통치한 인물이었다. 알렉산다르 1세와 루마니아의 마리아 사이에서 태어난 페타르 2세는 영국 왕 조지 5세가 대부였다. 그의 유명한 친척으로는 외숙부인 루마니아의 왕인 카롤 2세가 있으며 외조부는 그리스 왕국의 왕인 알렉산드로스이다.

## 어린 시절
페타르 왕자는 베오그라드의 왕궁에서 교육을 받았지만 곧 잉글랜드의 윌트셔에 있는 산드로이드 학교에 입학했다. 그가 11살일 때인 1934년 페타르 왕자는 유고슬라비아의 왕위를 물려받았다. 이 때 아버지 알렉산다르 1세는 프랑스 제3공화국의 마르세유에서 국가 원수로 방문 중이었다. 새로운 군주가 어린 나이였기에 왕의 사촌인 유고슬라비아의 파울 왕자가 섭정을 했다.

## 제2차 세계 대전
페타르 2세와 그의 고문관이 나치 독일에 반대했음에도 불구하고 섭정인 파울은 1941년 3월 25일 유고슬라비아 왕국이 삼국 동맹 조약에 가담할 것이라고 선언했다. 이틀 후 페타르 왕은 17살의 나이에 영국이 지원하여 쿠데타를 일으킨 후 권력을 잡았다. 그러나 바르바로사 작전을 연기한 후 나치 독일은 유고슬라비아와 그리스를 1941년 4월 6일에 침공했다. 일주일 후 이탈리아 왕국, 불가리아 왕국, 헝가리 왕국이 독일과 연합해 유고슬라비아를 침공해 병합했고 세르비아 군정청, 크로아티아 독립국과 같은 나치 독일의 괴뢰 정부가 수립되었다.
페타르 1세는 유고슬라비아 정부의 총리들과 함께 추축국의 침공을 피해 국가를 떠났다. 초기에 이들은 그리스 왕국에 도착했다가 영국 위임통치령 팔레스타인의 예루살렘으로 이동했고, 이후 이집트 왕국의 카이로로 이주했다. 1941년 6월, 페타르 1세는 런던에 도착해 그리스 왕국, 벨기에, 네덜란드, 노르웨이, 덴마크, 룩셈부르크, 프랑스, 체코슬로바키아 등 다른 독일 점령 치하의 유럽 국가들처럼 망명 정부를 수립했다.
왕은 케임브리지 대학교를 졸업하고 영국 공군에 들어갔다. 그는 1942년 미국과 캐나다의 사절로 가서 미국 대통령 프랭클린 D. 루즈벨트와 캐나다 총리 윌리엄 라이언 매켄지 킹을 만났다. 그의 전세계적 방문은 유고슬라비아 망명 정부가 연합국의 지지를 얻고자 한 그의 시도를 실패로 만들었다. 이미 미국의 루즈벨트 대통령과 영국의 윈스턴 처칠은 나치 독일에서 승리하고 있던 유고슬라비아 파르티잔을 지지하고 있었기 때문이다.

## 결혼
페타르는 그녀의 셋째 사촌인 그리스와 덴마크의 알렉산드라 공주와 1944년 3월 20일 런던에서 결혼했다. 그들은 외아들 알렉산다르 왕세자를 낳았다. 페타르는 1953년 이혼을 선언했다. 그는 비시 프랑스 총리였던 피에르 라발의 양자 르네 드 샹브룬을 고용했다. 그러나 부부는 1955년 다시 재혼했다.

## 추방과 망명
2차 대전이 끝났음에도 페타르 2세는 고국에 돌아올 수 없었다. 1945년 11월 29일 유고슬라비아의 공산당 회의에서 그는 추방되었다. 이후 그는 미국에 정착했다. 그러나 그곳에서 그는 간경변을 오랫동안 앓기 시작했다. 결국 그는 1970년 11월 3일 콜로라도주 덴버에서 간 이식에 실패한 후 사망했다. 그는 일리노이 주의 성 사바 성당에 묻혔고, 그는 유럽 군주 중 유일하게 미국에 매장된 인물이 되었다.

## 시신 귀환 및 국가장
2007년 3월 4일 옛 유고슬라비아 왕자 알렉산다르 카라조르제비치는 자신의 아버지를 세르비아로 귀환시킨 후 개장의할 것을 계획했다. 이러한 계획은 몇몇 세르비아계 미국인들을 분노하게 했다. 페타르 2세는 성 사바 세르비아 동방정교회를 그의 안식처로 삼고자 했고 그 이유는 그의 고향에서 정상 참작이 어려웠었기 때문이다. 세르비아 정부와의 회담 후 귀환이 2013년 1월 성립되었고 이후 왕묘가 있는 오플레나치에 시신이 안치되었다.
2013년 1월 22일 페타르 2세의 시신은 국장으로 치른 후 베오그라드로 돌아왔다. 그는 데디녜에 묻혔다가 2013년 5월 26일 왕묘에 묻혔다. 이곳에는 그의 아내인 알렉산드라 왕후와 그의 형 안드레이 왕자, 그의 어머니인 마리아 왕후가 근처에 묻혀 있다. 세르비아의 당시 총리였던 이비차 다시치와 페타르 2세의 아들 알렉산다르 카라조르제비치, 그리고 세르비아 정교회의 주교가 식에 참여했다. 주교는 세르비아의 왕정복고에 지지했던 적이 있었다.